# 來那度胺
來那度胺（英語：Lenalidomide）以Revlimid（瑞復美）等商品名稱出售，是一種用於治療多發性骨髓瘤、燜燃型骨髓瘤和骨髓增生異常症候群 (MDS) 的藥物。對於治療多發性骨髓瘤，通常會在患者至少已經歷一種其他治療方式後才會使用，並同時加上地塞米松（一種人工合成的皮質類固醇）。這種藥品係透過口服給藥攝入。
使用後常見的副作用包括腹瀉、發癢、關節疼痛、發燒、頭痛和睡眠問題。嚴重的副作用包括低血小板、低白血球和血栓。個體在懷孕期間使用可能會傷害到胎兒。有腎功能衰竭問題的患者可能須調整劑量。此藥物的化學結構與沙利度胺相似，但作用機制不同。截至2019年，醫界對此藥物的作用方式尚未完全清楚。
來那度胺於2005年在美國被批准用於醫療用途。它已列入世界衛生組織基本藥物標準清單之中。

## 醫療用途

### 多發性骨髓瘤
來那度胺用於治療多發性骨髓瘤。它是沙利度胺的分子類似物，但效力更高，可透過誘導細胞凋亡而將腫瘤血管新生、腫瘤分泌的細胞激素和腫瘤細胞增殖產生抑制。
來那度胺可有效誘發完全或是"非常好的部分性"反應，並提高無惡化存活期。接受來那度胺治療多發性骨髓瘤的患者較常發生的不良事件包括嗜中性白血球低下、深靜脈血栓形成、感染和其他造血及淋巴組織腫瘤的風險增加。其產生繼發性造血及淋巴組織腫瘤（即罹患多發性骨髓瘤以外的血液系统腫瘤）的風險，仍低於使用此藥物治療復發性或難治性多發性骨髓瘤所產生的益處。對於使用來那度胺治療的患者來說，要調動其幹細胞以進行自體移植將會有較高的難度。
來那度胺於2006年獲得美國食品藥物管理局 (FDA) 批准，可與地塞米松聯合用於治療過往至少接受過一種治療的多發性骨髓瘤患者。FDA於2017年核准來那度胺作為多發性骨髓瘤患者在歷經自體幹細胞移植後所進行的獨立維持療法（即不加入地塞米松）。
英國國家健康與臨床技術評估機構（NICE）於2009年發佈最終評估，批准將來那度胺聯合地塞米松治療對那些在英格蘭和威爾斯，已接受過兩種或多種治療的多發性骨髓瘤的患者。
針對來那度胺與其他藥物聯合使用的情況所進行的評估，可看出來那度胺加上地塞米松，與連續使用硼替佐米（蛋白酶體抑制劑，屬於標靶治療的新型抗癌藥）加上來那度胺，再加上地塞米松的組合可能會延長患者的總生存期。

### 骨髓增生異常症候群
來那度胺於2005年12月獲得FDA批准用於患有低度或中度1風險（low- or intermediate-1-risk）骨髓增生異常症候群的患者，這些患者罹患有5號染色體長臂缺失症候群（5q缺失症候群），伴隨有或是不伴隨有其他染色體畸變。歐洲藥品管理局於2013年6月17日批准該藥物用於患有低度或中度1風險骨髓增生異常症候群的患者，這些患者罹患有5q缺失症候群，但無其他染色體畸變，依賴紅血球濃厚液輸注維生，且其他治療方案無效或是效果不佳。

### 被套細胞淋巴瘤
來那度胺被FDA批准作為一種特殊藥品，需經由專門藥房配送，用於治療至少經過兩次治療（其中一次曾使用過硼替佐米）後，疾病再度復發或是發生進展的患者。

### 輕鏈澱粉樣變性
雖然FDA並未特別批准將來那度胺用於治療輕鏈澱粉樣變性，但此藥品有時也被用於治療這種病症，通常是與地塞米松聯合使用。

## 不良影響
來那度胺除具有胚胎-胎兒毒性（與先天性畸形有關聯）外，FDA還要求在藥品說明書上附加其可能會導致血液毒性（包括嗜中性白血球低下和低血小板）和血栓形成的黑框警告。嚴重的副作用包括血栓形成、肺栓塞、肝毒性和骨髓功能抑制，導致嗜中性白血球低下和血小板減少。由於來那度胺有骨髓抑制的作用，因此得調整劑量或是中斷使用，而沙利度胺則不會產生此種作用。
來那度胺可能與繼發性惡性腫瘤、嚴重皮膚反應、過敏反應、腫瘤溶解症候群、治療後假性腫瘤惡化（tumor flare reaction）、甲狀腺機能低下和甲狀腺功能亢進等不良反應有關聯。

### 致畸性
來那度胺與沙利度胺都是免疫調節劑，具有相似的藥理作用，而已知沙利度胺具有致畸性。曾在猴子身上進行試驗，顯示來那度胺也具有致畸性，因此不能為已懷孕或在治療期間可能懷孕的女性開立處方。因此該藥物只能透過專門藥房，並結合風險評估和緩解策略的方式提供。可能會懷孕的女性在治療期間以及停止使用來那度胺後至少四個星期內必須採取至少兩種可靠的避孕措施。

### 靜脈血栓
來那度胺與其原型化合物沙利度胺一樣，可能會導致靜脈血栓形成，這是種可能會出現的嚴重併發症。在接受沙利度胺或是來那度胺，合併地塞米松、美法崙（用於治療多發性骨髓瘤等的化學療法藥物）或阿黴素（屬於蒽環類抗生素，作用於DNA，廣泛用於化學療法）以治療多發性骨髓瘤的患者中，發生靜脈血栓的機率很高。

### 史蒂芬斯-強森症候群
FDA於2008年3月將來那度胺列入一組20種處方藥列表中，進行潛在安全問題調查。研究顯示該藥品可能會升高史蒂芬斯-強森症候群（一種危及生命的皮膚病）的風險。

### FDA在進行中的安全審查
FDA於2011年啟動一項持續的臨床試驗審查，發現使用來那度胺，在急性骨髓性白血病和B 細胞淋巴瘤等癌症的風險會增加，但並未因此建議患者停用。

## 作用機制
來那度胺曾在過去已成功用於治療發炎性疾病和癌症。它有多種作用機制，可將它們簡單區分為體外和體內兩種。
在分子層面上，來那度胺已被證明與泛素E3連接酶腦啡肽蛋白相互作用，並以此酶為目標來降解Ikaros轉錄因子（Ikaros鋅指蛋白）-  IKZF1和IKZF3。

## 歷史
來那度胺於2005年在美國被批准用於醫療用途（參見腦啡肽E3連接酶調節劑#Development）。

## 經濟學
截至2012年，美國一般患者每年使用來那度胺的費用為163,381美元。藥廠賽爾基因於2018年銷售此藥品的收入達到近97億美元。根據研究報告，美國醫療保險（Medicare）於2020年為一位病患支付來那度胺的費用為231,397美元（並未將藥廠提供的折扣與回扣列入考慮）。
英國國家健康與臨床技術評估機構(NICE) 於2013年不允許在英格蘭和蘇格蘭使用來那度胺"治療患有特定類型骨髓增生異常症候群的患者"，NICE認為"藥廠賽爾基因沒提供足夠的證據來證明使用來那度胺治療患有特定類型骨髓增生異常症候群的患者，每月要支付3,780英鎊（折合5,746.73美元）的費用具有合理性。"
在澳大利亞，對一個21天的療程，患者服用25毫克來那度胺片劑，澳大利亞醫療保險負擔的成本為2,397澳元，但享有澳大利亞藥物福利計劃的患者只需支付30澳元。